# 日本橋女学館短期大学
日本橋女学館短期大学（にほんばしじょがくかんたんきだいがく、英語: Nihonbashi Jogakkan Junior College）は、千葉県柏市柏1225-6に本部を置いていた日本の私立大学である。1987年に設置され、2001年に廃止された。

## 概要

### 大学全体
- 千葉県柏市に所在した日本の私立短期大学で、設置主体は学校法人日本橋女学館。
- 2学科で入学総定員200名体制で1987年に開学[2]。学科の入学定員の増減はあったものの、学科数は増減なし。
- 1999年度の入学生を最後に[注釈 1]、2001年に短期大学としての使命を終える[3]。

### 建学の精神（校訓・理念・学是）
- 日本橋女学館短期大学の学是は「質実剛健」である。

### 教育および研究
- 日本橋女学館短期大学に設置されていた学科の一つに英語科があった。これは、「外国人との心の通ったコミュニケーションが図れる人材を育成する」といった目標があった。故に、日常において有用な会話力の修得を目指した教育も行われていた。また「相手を理解し、自分に伝えることのできる女性の育成」といったねらいから、異文化理解を重視した教育に力をいれていたのも特徴の一つだった[4]。
- 秘書科には、経営・経理・情報をベースとした科目を重点的に学ぶ経営情報コース、秘書として必要な人間的・女性的素養の育成を主な目標として、マナーや事務などの実務的教育により秘書技能やワープロなどの各種資格取得に力をいれていた秘書実務コース、商業的な語学教育に重点をおいたカリキュラムが設定されていた国際秘書コースからなっていた。「国際経済」・「英米事情」・「外国史」などの一般教育科目的な科目も用意されていた[4]。

### 学風および特色
- 日本橋女学館短期大学は1904年の日本橋女学校が起源となっている
- 語学研修旅行がイギリス・アメリカにて行われていた。

## 沿革
- 1904年（明治37年） 日本橋女学校が創設される[5]。
- 1986年（昭和61年） 
  - 12月23日  左記を以て文部省[注 1]より短期大学の設置が認可される[6]。
- 1987年（昭和62年）
  - 1月23日 短期大学の落成祝賀会が行われる[7]。
  - 4月1日 左記を以て日本橋女学館短期大学が以下の学科体制にて開学する[8][9]。
    - 英語科[注 2]
    - 秘書科[注 3]
- 1990年（平成2年） 
  - 4月1日 左記を以て学科の入学定員を以下の通り変更する[11]。
    - 秘書科 100→150[注 4]
    - 英語科 100→150[注 5]
- 1992年（平成4年）
  - 4月1日 左記を以て入学定員を以下の通り変更する[14]。
    - 秘書科 150[15]→200[16][注 6]
    - 英語科 150[15]→200[16][注 7]
- ？年 英語科の入学定員を200→150に減員。
- 1999年（平成11年）
  - 4月1日 本年度をもって学生募集を終了[注釈 1]。
    - 英語科[注 8]
    - 秘書科[注 9]
- 2001年（平成13年）
  - 5月29日 左記を以て正式廃止[3]。

## 基礎データ

### 所在地
- 千葉県柏市柏1225-6[3]

## 教育および研究

### 組織

#### 学科
- 英語科 入学定員150名
- 秘書科 入学定員200名

#### 専攻科
- なし

#### 別科
- なし

#### 取得資格について
- 中学校教諭二種免許状（英語）が英語科にて設置されていた[4][22]。

### 研究
- 「小学校における英語教育の実態」[23]
- 『女子教育研究 (4)』[24]

## 施設

### 寮
- なし

## 対外関係

### 系列校
- 日本橋女学館中学校・高等学校